# Aniis
Els Aniis (o bassiles) són els membres del grup ètnic que tenen com a llengua materna l'anii i que viuen a la zona fronterera entre Benín i Togo. Existeixen entre 48.900 (ethnologue, 2011) i 58.000 (johuaproject) aniis. El seu codi ètnic és NAB59b i la seva ID de poble al joshuaproject és 10706. Segons el peoplegroups hi ha 91.000 aniis en els dos països.

## Territori i pobles veïns
A Benín, els aniis viuen a 18 aldees de la zona fronterera amb Togo, a prop de Bassila, al nord-oest del departament de Donga. A Togo viuen a la prefectura de Tchamba, a la Regió Central.
Segons el mapa lingüístic de Benín de l'ethnologue, el territori anii està situat al centre-nord, a l'oest del país, a la frontera amb Togo, que està al seu oest. Els aniis limiten amb els kura ede nagos, els yoms, els lama i els kabiyès, que estan al nord; a l'est hi viuen els baatonums, els ditammaris i els yoms; i al sud ho fan amb els nagos septentrionals.

## Llengües
L'anii és la llengua materna dels aniis. Aquests, a més, parlen l'ede nago i el tem com a segones llengües.

## Religió
El 80% dels aniis de Benín són musulmans, el 18% creuen en religions africanes tradicionals i només el 8% són cristians. La majoria dels aniis cristians beninesos són catòlics (85%). El 88,8% dels aniis togolesos són musulmans, el 10% creuen en religions africanes tradicionals i només l'1,2% són cristians. D'aquests, el 45% són catòlics, el 30% pertanyen a esglésies independents i el 25% són protestants.
Molts aniis segueixen sectes que han sorgit de l'islam com les Ibadhi, Ahmadi, Alevi, Yazidi i Khariji.